# Platte schaalhoren
De platte schaalhoren (Patella depressa) (Synoniem:gekleurde schaalhoren of Patella intermedia) is een in zee levende slakkensoort uit de familie van de Patellidae.

## Algemeen
De platte schaalhoren heeft een napvormige schelp die iets kleiner, platter en ovaler is dan bij Patella vulgata en Patella ulyssiponensis. De top is meestal wat stomper. De schelp kan tot 40 mm hoog en 40 mm breed worden.
De schelp kan met zeepokken bedekt zijn.
De basale rand heeft een ovale vorm en is oneffen, mede doordat hij vaak aangepast is aan de oneffenheden van de rots waarop het dier leeft.
De binnenkant van de schelp is glad en vertoont een hoefijzervormige spierafdruk.
De zool van de dieren is donker olijfgroen tot grijzig zwart gekleurd.

## Kleur
De buitenkant van de schelp heeft ongeveer hetzelfde kleurpatroon als P. vulgata en P. ulyssiponensis: grijs tot groenblauw of geelgroen. De binnenkant is echter veel sterker gekleurd: onder de top is de schelp meestal geel, oranjerood tot donkerbruin, met naar de schelprand uitstralende zwarte en geeloranje kleurbanden.

## Voedsel
Schaalhorens zijn grazers die vooral 's nachts grazen: ze schrapen met hun rasptong (radula) algen van de harde ondergrond waarop ze leven. De dieren leggen tijdens het grazen afstanden af tot maximaal anderhalve meter. Vaak keren de dieren terug naar hun oorspronkelijke rustplek ("homing-gedrag"). Het mechanisme, waarmee het dier terugkeert naar zijn eigen rustplek, houdt verband met het chemisch traceren van het slijmspoor, dat door het dier werd achtergelaten.

## Habitat
Deze soort heeft hetzelfde habitat als P. vulgata en P. ulyssiponensis: het zijn rotsbewoners die leven in de getijdenzone. Patella intermedia komt echter iets lager op de rotsen voor dan beide andere soorten. Als het water zich terugtrekt kunnen ze zich zo krachtig tegen de onderliggende stenen vastzuigen dat ze door mensen niet onbeschadigd te verwijderen zijn.

## Voorkomen
Patella depressa komt voor van Noord-Afrika, langs de Atlantische kusten van Europa tot het westelijk einde van het Kanaal en Wales. De soort is algemeen op de kusten van Bretagne. In België en Nederland komt deze soort niet autochtoon voor. Af en toe kunnen wel aangespoelde exemplaren gevonden worden op wierbossen, afkomstig van de Engelse of Franse kust.

## Voortplanting
De gonaden worden in het voorjaar rijp en eieren en zaadcellen worden van juli tot september vrijgelaten.